# アンディ・バロン
アンディ・バロン（Andrew Barron、1980年12月24日 - ）は、ニュージーランドの元サッカー選手。元ニュージーランド代表。ポジションはミッドフィールダー。

## 経歴
2006年にニュージーランド代表デビュー。親善試合での出場が多かったが、2010 FIFAワールドカップのメンバーにも選出され、グループリーグのイタリア戦に出場した。ニュージーランド代表で通算12試合に出場、1得点をあげた。

## 代表歴

### 出場大会
- ニュージーランド代表
  - 2010 FIFAワールドカップ

### 試合数
- 国際Aマッチ 12試合 1得点（2006年-2010年）[1]

| ニュージーランド代表 | 国際Aマッチ | 国際Aマッチ |
| 年                   | 出場        | 得点        |
| -------------------- | ----------- | ----------- |
| 2006                 | 3           | 1           |
| 2007                 | 2           | 0           |
| 2008                 | 0           | 0           |
| 2009                 | 5           | 0           |
| 2010                 | 2           | 0           |
| 通算                 | 12          | 1           |